# Hanger
Pour les articles homonymes, voir Hanger (homonymie).
La rivière Hanger (ou Angar) est un cours d'eau situé au centre ouest de l'Éthiopie, au nord-ouest de la capitale Addis-Abeba. Il coule d'est en ouest. C'est un affluent en rive droite de la rivière Didessa, qui est elle-même un affluent du Nil Bleu (également appelé rivière Abay en Éthiopie).

## Géographie
La rivière Hanger se jette dans la rivière Didessa approximativement à mi-chemin entre la ville de Nek'emte et le village de Cherari.